# San Andrés (Tarija)
San Andrés ist eine Ortschaft im  Departamento Tarija im südamerikanischen Andenstaat Bolivien.

## Lage
San Andrés ist größter Ort des Kanton Lazareto im Municipio Tarija in der Provinz Cercado. Die Ortschaft liegt auf einer Höhe von 1982 m zwischen dem Río San Andrés nördlich und dem Río Pinos (auch Río Tolomosa) südlich der Gemeinde, die beide in den Lago San Jacinto münden.

## Geographie
San Andrés liegt günstig zwischen den verschiedenen Klimazonen des Landes, am Rande der Anden in einer Höhe von knapp 2000 m, so dass meist mildes und angenehmes Wetter herrscht (siehe Klimadiagramm Tarija). In der Regenzeit zwischen Dezember und Februar (Sommermonate) kommt es häufig zu wolkenbruchartigen Gewittern. Der Rest des Jahres ist ausgesprochen niederschlagsarm.

## Bevölkerung
Die Einwohnerzahl der Ortschaft ist im vergangenen Jahrzehnt angestiegen:
| Jahr | Einwohner         | Quelle       |
| ---- | ----------------- | ------------ |
| 1992 | keine Detaildaten | Volkszählung |
| 2001 | 1.204             | Volkszählung |
| 2012 | 1.593             | Volkszählung |

## Gliederung
Bei der letzten Volkszählung von 2012 gliederte sich die Ortschaft in folgende Ortsteile:
- 06-0101-0500-6002 Zona Guadalquivir mit 205 Einwohnern
- 06-0101-0500-6003 Huerta Arriba mit 245 Einwohnern
- 06-0101-0500-6004 Molino Arriba mit 140 Einwohnern
- 06-0101-0500-6005 Zona Centro mit 357 Einwohnern
- 06-0101-0500-6006 Huerta Abajo mit 243 Einwohnern
- 06-0101-0500-6007 Molino Abajo mit 400 Einwohnern
- 06-0101-0500-6008 Zona Abajo mit 3 Einwohnern

## Verkehrsnetz
San Andrés liegt in einer Entfernung von sechzehn Straßenkilometern südwestlich von Tarija, der Hauptstadt des Departamentos.
Tarija liegt an der Fernstraße Ruta 1, die das bolivianische Hochland von Norden nach Süden durchquert und von Desaguadero an der peruanischen Grenze über die Metropolen El Alto, Oruro und Potosí bis nach Bermejo an der argentinischen Grenze führt.
Man verlässt Tarija in westlicher Richtung über die Puente San Martín, die den Río Nuevo Guadalquivir überquert und als Av. Héroes de la Independencia zwischen den beiden Ortsteilen San Martín im Norden und Senac im Süden hindurchführt. Am Stadtrand biegt die Landstraße in südwestlicher Richtung ab und führt über Turumayo, Lazareto und Guerra Huayco nach San Andrés.